# Crédit Mutuel
Crédit Mutuel este o bancă cooperativă franceză, cu sediul central în Strasbourg, Alsacia. Sloganul său este „La banque qui appartient à ses clients, ça change tout!” („O bancă deținută de clienții săi, care schimbă totul!”). În prezent este condus de Nicolas Théry și are 32,5 milioane de clienți. Este membru al Uniunii Raiffeisen Internaționale (IRU), care este o asociație de cooperative bazate pe ideile lui Friedrich Wilhelm Raiffeisen.

## Legături externe
- Credit Mutuel bank profile